# Euthalia patala
Euthalia patala är en fjärilsart som beskrevs av Vincenz Kollar 1844. Euthalia patala ingår i släktet Euthalia och familjen praktfjärilar. Inga underarter finns listade i Catalogue of Life.

## Bildgalleri

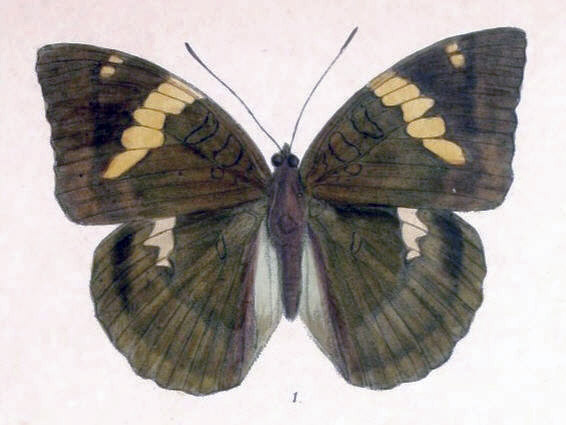
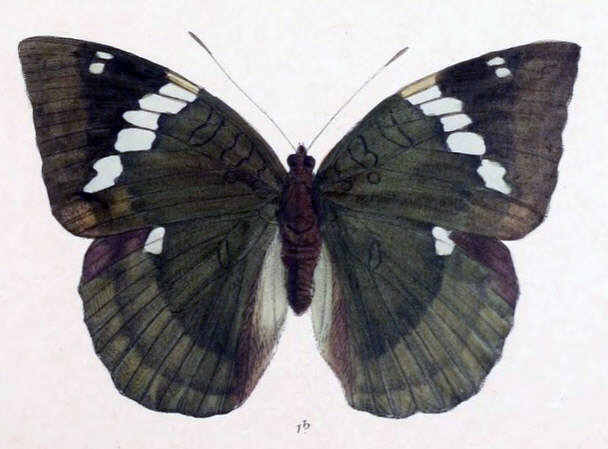
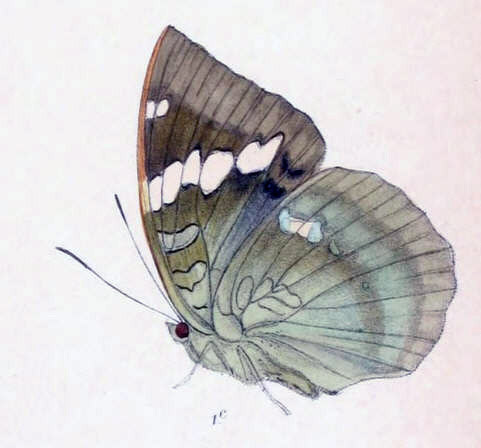
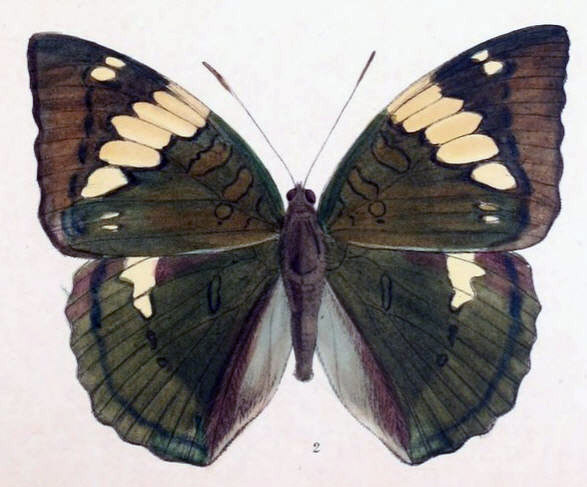
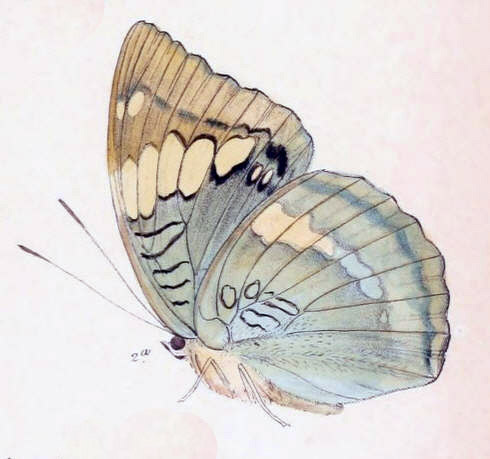